# 박찬호 (신학자)
박찬호(朴贊昊, 1962년 4월 6일~)는 대한민국의 개신교 목사이며 백석대학교 기독교학부의 교수이다. 웨스트민스터신학대학원대학교에서 3대 총장을 역임하였고, 현재 창조론오픈포럼의 공동대표이며,한국복음주의조직신학회 회장을 역임하였다. 현대신학을 전공하였으며 개혁주의생명신학 그리고 자연과학과 신학의 관계에 대해 많은 관심을 기울이고 있다.

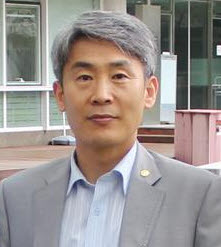
박찬호 교수

## 학력
- 서울대학교 철학과(B.A.)
- 총신대학신학대학원(M.Div.)
- 미국 칼빈 신학교(Th.M.)
- 미국 풀러 신학교(Ph. D.)

## 경력
- 우이동교회 전도사
- 동현교회 부목사
- 중부미시간교회 설교목사
- LA 샘솟는교회 동사목사
- 개포동교회 협동목사
- 천호교회 담임목사
- 백석대학교회 협동목사(현)
- 웨스트민스터신학대학원대학교 조직신학교수 및 3대 총장
- 백석대학교 조직신학 교수(현)
- 백석정신아카데미 사무총장(서울)
- 한국복음주의조직신학회 회장(2020-2022)

## 저서
- 『판넨베르그 신학 비판』(웨스트민스터출판부)
- 『칼 헨리: 복음주의 신학의 대변자』(도서출판살림)
- 『성경과 하나님 그리고 인간』(솔로몬)
- 『과학과 신학 그리고 영성』(도서출판대서)
- 『주의 성령을 거두지 마옵소서』(킹덤북스)
- 『개신교는 가톨릭을 이길 수 있을까』(기독교문서선교회)
- 『칼뱅의 기독교 강요 읽기』(세창미디어)
- 『창조신학 특강』(기독교문서선교회)

## 논문
- “Transcendence and Spatiality of the Triune Creator”(2003)
- “이원론적 윤리의 한 원인으로서의 영지주의에 대한 반론”(2003)
- “로마서 5장 12-21절에 대한 신학적 주해”(2008)
- “개혁신학과 자연과학”(2009)
- “‘영성’과 ‘신학’에 관계에 대한 제임스 패커의 견해”(2009)
- “개혁주의생명신학과 신학교육: 학문만으로서의 신학의 문제”(2010)
- “칼빈과 삼위일체론 그리고 한국교회”(2010)
- “자연과학과 신학의 관계에 대한 맥그래스의 견해”(2010)
- “존 파이퍼의 기독교 희락주의”(2010)
- “제임스 패커의 성령론”(2010)
- “아더 피콕의 하나님의 행동이론에 대한 비판적 평가”(2011)
- “‘진화심리학’에 대한 시론적 평가”(2013)
- “칼 바르트의 ‘하나님의 말씀의 신학’에 대한 신학적 자리매김”(2015)
- “신학교육에 대한 논쟁에 대한 소고”(2016)
- “로이드 존스의 창조론”(2016)
- “신학에서 기도의 위치에 대한 고찰”(2016)
- “종교개혁과 세계 기독교 그리고 개혁주의생명신학”(2017)
- “츠빙글리의 개혁신학”(2017)
- “과학 신학자 존 폴킹혼의 종말론”(2018)
- “교회와 국가의 관계에 대한 츠빙글리의 견해”(2020)
- “유신진화론에 대한 웨인 그루뎀의 비판”(2020)
- “칼빈의 창조론”(2020)
- “기독교 창조론과 생태계 위기”(2021)

## 같이 보기
- 한국개혁신학회
- 한국복음주의조직신학회
- 한국장로교신학회
- 한국의 신학자 목록
- 개혁신학자
- 현대신학
- 한국의 신학자 목록
- 조덕영
- 김윤태
- 이경직